# Batalla de Montgat (1808)
La batalla de Tiana fou una de les batalles de la campanya catalana durant la Guerra del Francès lluitada el 16 de juny de 1808.

## Antecedents
Les tropes espanyoles tenien envoltada la ciutat després de l'ocupació francesa, que estava aïllada de la resta de territoris ocupats, on encara resistia Girona.
El mes de juny es demanen voluntaris per la defensa del cordó de Montgat i la Junta de Mataró envià 2 canons que col·locaren a la pujada del Camí Real, ordenà fortificar el Turó i el Castell, donant el comandament de la posició a Marian Pou.
El 15 de juny de 1808, sabedors de les intencions franceses d'atacar Girona de nou, se sol·licita des de Girona l'acció corsària de totes les embarcacions disponibles per a vigilar la costa
El dijous 16 de juny del 1808, festivitat del Corpus, a les 4 de la matinada, una divisió francesa del general Guillaume Duhesme, comandada pel general Giuseppe Lechi i composta per 5.000 homes, 8 peces d'artilleria i alguns carros de municions, sortí de Barcelona, dirigint-se a Montgat, amb l'ordre d'atacar el Castell.

## Batalla
En previsió de l'atac, la Junta de Mataró envià 3 falues amb un canó a cadascuna, tripulades amb gent armada amb mosquets i trabucs i repicaren a sometent per tal de prevenir a les poblacions al llarg del camí de Barcelona a Mataró. Tot i l'aferrissada lluita dels defensors del castell, no pogueren aturar la tropa francesa, molt superior en quantitat d'homes i més ben armada, que va fer una veritable carnisseria. Es van poder salvar solament els que fugiren, per mar amb les embarcacions o per terra internant-se al bosc, tot i ser perseguits per la cavalleria.
Aquesta és la crònica que en fa l'historiador Antoni de Bofarull, tot i que n'hi ha una escrita de pròpia mà per un testimoni dels fets: el rector de la parròquia de Sant Cebrià de Tiana, i que diu "Dia de Corpus 16 de juny de 1808. Las tropas francesas baix lo manto dels Generals en Gefes Dueme ÿ Legui eixiren de Barna ÿ acometeren al Castell de Mongat del qual se apoderaren ab prestesa per la vergoñosa fugida, ÿ ninguna resistencia dels somatens de Matarò, que lo guardaban: saquejaren moltas casas, incendiaren altres, ÿ assesinaren inumanament alguns indefensos, despues de haverlos robat quan tenian, deixant altres ferits, ÿ molts sustats. Casi totom desempera la Parroquia martxanse a las montañas fins a tots los monjos de Montalegre desempararen lo Monestir.Arr ibà lo saqueig fins à casa Mas, ÿ queda libre lo restant de la Parroquia de las tropas francesas, perquè marxaren per la Marina cap à Matarò, cometent iguals insults en sa carrera; pero no quedà libre de la gent del País (essent los principals los de Badalona, que pagats per los francesos los enseñaren los camins, ÿ fora los francesos se cometeren molts robos."
Tret dels militars, dels 35 veïns que varen morir en els gairebé dos anys de guerra, solament aquest dia en varen morir 10, que foren enterrats al cementiri de la capella de Sant Martí, així com el governador del Castell, en Vicenç Sala i Gericó, enterrat sota la casa de la Guixaira.

## Conseqüències
Les tropes franceses van continuar el camí de la costa fins a arribar a Calella, on van arribar el 19 de juny en direcció a Girona.
El 31 de juliol el tinent de l'Armada Reial, en Francesc Barceló, preparà un pla per reconquerir el Castell amb dues fragates angleses, "La Imperiosa", de 42 canons i manada per Thomas Cochrane, i la "Cambrian", de 48 canons i manada per sir Francis Fane, se situaren a tir de canó del Castell. Per altra banda, les companyies de miquelets, comandades pels capitans Joan Solench, Pau Belloch, Joan Barber i Remigi Calderó i amb somatents de Tiana, Alella, Teià, Premià i Vilassar, atacaren als defensors del Castell, prenent-lo per assalt i fent en una primera escomesa 19 presoners. La lluita continuà fins a l'arribada d'un destacament anglès, quan els francesos es van rendir, i es varen fer 63 presoners més i nou ferits mortals.
Durant els prop de sis anys que va durar la dominació francesa a les contrades, Montgat va patir de valent els atacs napoleònics, doncs era un seguit el tràfec de tropes entre Barcelona i Mataró, i el Turó de Montgat era el punt estratègic més important de la comarca. Això feia que el castell canviés de mà diverses vegades i que fos atacat constantment, bé pels francesos procedents de Barcelona quan el Castell era dels espanyols, bé per les fragates anglesos que gairebé sempre navegaven per aquelles aigües, quan era dominat pels francesos, així com era fustigat pels miquelets d'en Francesc Milans del Bosch i Arquer d'en Joan Clarós i el sometent de Tiana, Alella i Badalona.
En tot moment, tal com es desprèn de les cròniques redactades per les dues parts, els veïns de Montgat, com els de Tiana, Alella, etc., varen lluitar contra les tropes invasores. Això va fer que sovintegessin les expedicions de càstig, encara que, tot i la superioritat francesa, el coneixement del terreny per part de la gent del país fes que moltes vegades fossin derrotades aquestes expedicions.